# Nothomyrmecia macrops

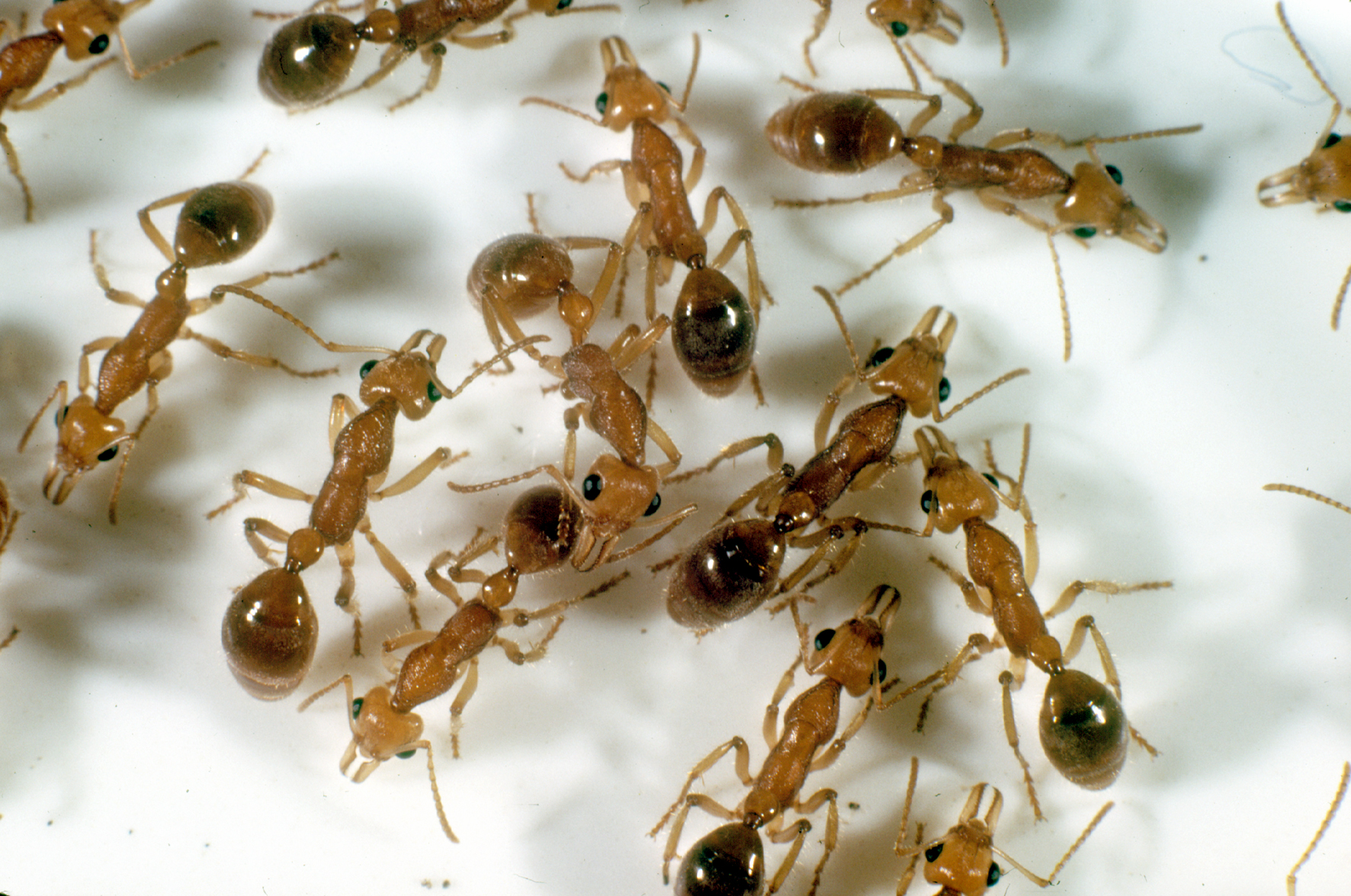
Nothomyrmecia macrops

Nothomyrmecia macrops (лат.) — вид самых примитивных муравьёв Австралии. Включён в международную Красную книгу. «Живое ископаемое» среди современных муравьёв. Семьи малочисленные, содержат от 50 до 100 рабочих в одном гнезде. Фуражировка рабочих ночная, одиночная; собирают членистоногих и сладкие выделения равнокрылых насекомых.

## История
«Динозавровый муравей» был найден в Австралии в 1931 году (около Balladonia, Западная Австралия) и впервые описан в 1934 году. Неоднократные экспедиции и попытки найти его снова не приносили успеха. Повторно его нашли только в 1977 году на 1200 км восточнее (около Poochera, полуостров Эйр, Южная Австралия).
Муравей Nothomyrmecia macrops широко известен как «динозавровый муравей» (dinosaur ant), муравей утренней зари, рассветный муравей (dawn ant) или муравей-живое ископаемое из-за его плезиоморфной структуры тела. Родовое название Nothomyrmecia означает «ложный муравей-бульдог». Его видовой эпитет macrops («большие глаза»), происходит от греческого слова μᾰκρός, означающего «длинный» или «крупный», и ὄψ, означающего «глаз».

## Описание
Nothomyrmecia — муравей среднего размера, длиной от 9,7 до 11 мм. Рабочие мономорфны, что означает, что между ними мало морфологических различий. Мандибулы, наличник (один из склеритов, составляющих «лицо» членистоногого или насекомого), усики и ноги бледно-жёлтые. Волоски на теле жёлтые, стоячие, длинные и обильные, а на усиках и ногах более короткие и полуотстоящие (стоят почти в вертикальном положении). Он имеет сходные характеристики с Myrmecia и чем-то напоминает Oecophylla, широко известных как муравьи-ткачи. Рабочие ведут строго ночной образ жизни (активны в основном ночью), но ориентируются с помощью зрения, полагаясь на большие сложные глаза.
Мандибулы короче головы. У них от 10 до 15 сцепляющихся зубцов, и они менее специализированы, чем у Myrmecia и Prionomyrmex, будучи удлинёнными и треугольными. Голова длиннее своей ширины и шире к затылку. Бока головы выпуклые вокруг глаз. Длинный скапус усиков заходит за затылочный край, а второй членик жгутика несколько длиннее первого, третьего и четвёртого члеников. Петиоль, переднеспинка, эпинотум и грудь длиннее ширины, а длина среднеспинки равна её ширине. Первый сегмент брюшка на треть шире своей длины и сзади шире, чем спереди, с сильно выпуклыми боками.
Число зубцов на мандибулах от 27 до 32. Формула шпор голеней: 2 (1 простая, 1 гребенчатая), 2 (1 простая, 1 гребенчатая). Фасеточные глаза развиты. Усиковые бороздки отсутствуют. Жало развито.
В задней части брюшка имеется длинное выдвижное жало. Оно было описано как «заметное и эффективное» и способное причинить человеку болезненное ужаление. У Nothomyrmecia также присутствует утолщение или луковица жалящей железы; это небольшая экзокринная железа неизвестной функции, впервые обнаруженная и названная «sting bulb gland» в 1990 году. Она расположена в базальной части жала насекомого и расположена между двумя протоками ядовитой железы и железой Дюфура. Несмотря на множество плезиоморфных особенностей, жалящий аппарат Nothomyrmecia считается менее примитивным, чем у других муравьёв, таких как Stigmatomma pallipes. Это единственный известный вид муравьёв, у которого есть и жало, и короткая одночлениковая «талия» (то есть у него нет постпетиоля между первым и вторым сегментами брюшка).
Матки внешне похожи на рабочих, но несколько морфологических особенностей отличают две касты друг от друга. Тело матки обычно крупнее. Оцеллии сильно развиты, но фасеточные глаза у матки не увеличены. Структура птероторакса (крылатая часть грудной клетки) согласуется с другими репродуктивными муравьями, но он не занимает так много мезосомальной массы. Крылья маток рудиментарные и короткие, едва перекрывают первый сегмент брюшка, брахиптерные (нефункциональные). Самцы напоминают таковых Myrmecia, но самцы Nothomyrmecia имеют единственный узелок на стебельке, петиоль. Крылья муравья-самца не короткие, как у матки; скорее они длинные и полностью развитые, с примитивным жилкованием. У них есть югальная анальная лопасть (часть заднего крыла), особенность, присущая многим примитивным муравьям, и базальные хамули (крючкообразные выступы, соединяющие передние и задние крылья). У большинства собранных экземпляров самцов есть две голенные шпоры (шипы, расположенные на дистальном конце голени); первая шпора представляет собой длинную шип, а вторая шпора короткая и толстая. У взрослых особей есть стридуляторный орган на вентральной стороне брюшка, в отличие от всех других перепончатокрылых, у которых такие органы расположены дорсально.
Во всех кастах у этих муравьёв есть шестичлениковые максиллярные щупики (щупики, которые служат органами осязания и вкуса при питании) и четырёхчлениковые нижнегубные щупики (сенсорные структуры на губах), что является очень примитивным признаком (формула щупиков полная 6,4). Самки имеют 12-члениковые усики, а самцы — 13-члениковые. Другие особенности включают парные шпоры, обнаруженные как на задних, так и на средних голенях, а на когтях лапок есть срединный зубец. Неспециализированный характер кутикулы (внешний экзоскелет тела) подобен Pseudomyrmex, члену подсемейства Pseudomyrmecinae. Многие из этих признаков, известные у Nothomyrmecia, обнаружены у Ponerinae и Pseudomyrmecinae.
Яйца Nothomyrmecia похожи на яйца Myrmecia, они имеют субсферическую форму и не приклеиваются. Личинки имеют примитивное строение тела без специализированных бугорков, имеют сходные характеристики с подсемейством Ponerinae, но сенсиллы более многочисленны на ротовом аппарате. Личинки подразделяются на три стадии: очень молодые, молодые и зрелые, размером 2,8 мм, 6,3 мм и 11 мм соответственно. Коконы имеют тонкие стенки и производят меконий (продукт обмена веществ, выбрасываемый через анальное отверстие после выхода насекомого из стадии куколки). Кутикулярные углеводороды включают внутренне разветвлённые алкены, что редко встречается у муравьёв и большинства насекомых.
В целом строение тела всех каст Nothomyrmecia демонстрирует примитивную природу вида. Примечательные производные особенности включают рудиментарные оцеллии у рабочих, короткокрылость маток и мезоскутальную структуру мезоторакса у самцов. Морфология брюшка, мандибул, гонофорцепса (склерита, служащего основанием ножен яйцеклада) и базальных крючков показывают, что он более примитивен, чем Myrmecia. Строение брюшной области может отличать его от других родственников из Myrmeciinae (четвёртый брюшной сегмент Myrmecia трубчатый, тогда как у Nothomyrmecia нетрубчатый брюшной сегмент). Внешний вид четвёртого сегмента брюшка соответствует почти всем жалящим насекомым и, возможно, Sphecomyrma.
Признак нефункциональных рудиментарных крыльев, возможно, развился у этого вида относительно недавно, поскольку в противном случае крылья могли бы давно полностью исчезнуть, если бы они не выполняли функцию расселения. Редукция крыльев могла каким-то образом быть связана со структурой популяции или каким-то другим специализированным экологическим давлением. Точно так же редукция крыльев может быть особенностью, которая формируется только в колониях, страдающих от засухи, как это наблюдалось у нескольких видов муравьёв Monomorium, обитающих в полузасушливых регионах Австралии. Пока ещё учёные не до конца понимают, как у Nothomyrmecia macrops возникла особенность нефункциональных рудиментарных крыльев.
Семьи малочисленные, содержат от 50 до 100 рабочих в одном гнезде. Фуражировка рабочих ночная, одиночная; собирают членистоногих и сладкие выделения равнокрылых насекомых.

## Систематика
В своё время Nothomyrmecia macrops выделяли в самостоятельное подсемейство «Nothomyrmeciinae». Противоположный взгляд состоял в том, что этот вид является членом ископаемого рода †Prionomyrmex (Baroni Urbani, 2000, 2005), не поддержанный в сообществе учёных-мирмекологов (Ward, 2007). Сегодня его относят к трибе Prionomyrmecini в составе подсемейства Myrmeciinae.

### Генетика и филогения
Диплоидный набор хромосом 2n = 94.
Исследования показывают, что все перепончатокрылые насекомые, у которых диплоидное число хромосом (2n) превышает 52, являются муравьями; в момент повторного открытия и изучения Nothomyrmecia, он и другой муравей из подсемейства Ponerinae, Platythyrea tricuspidata, имели наибольшее количество хромосом среди всех перепончатокрылых.
Генетические данные свидетельствуют о том, что возраст самого последнего общего предка для Nothomyrmecia и Myrmecia составляет около 74 миллионов лет, что говорит о вероятном их происхождении в меловом периоде. Существуют две гипотезы внутренней филогении Nothomyrmecia: подсемейство Formicinae более близкий родственник к Nothomyrmecia, чем к Myrmecia, эволюционировало от Nothomyrmecia-подобных предков. В качестве альтернативы предполагается, что Nothomyrmecia и подсемейство Aneuretinae могут иметь общего предка; а формицины уже позже отделились от Aneuretinae. В настоящее время учёные согласны с тем, что Nothomyrmecia скорее всего, произошли от предков Ponerinae. Nothomyrmecia и другие примитивные муравьиные роды, такие как Amblyopone и Myrmecia демонстрируют поведение, сходное с кладой почвенных веспоидных семейств ос. Следующая кладограмма, предложенная канадским энтомологом S. B. Archibald и его коллегами, показывает филогенетичскую позицию Nothomyrmecia среди других муравьёв подсемейства Myrmeciinae. Эти учёные предполагают, что Nothomyrmecia могут быть тесно связаны с вымершими Myrmeciinae например, такими как Avitomyrmex, Macabeemyrma, Prionomyrmex, и Ypresiomyrma.

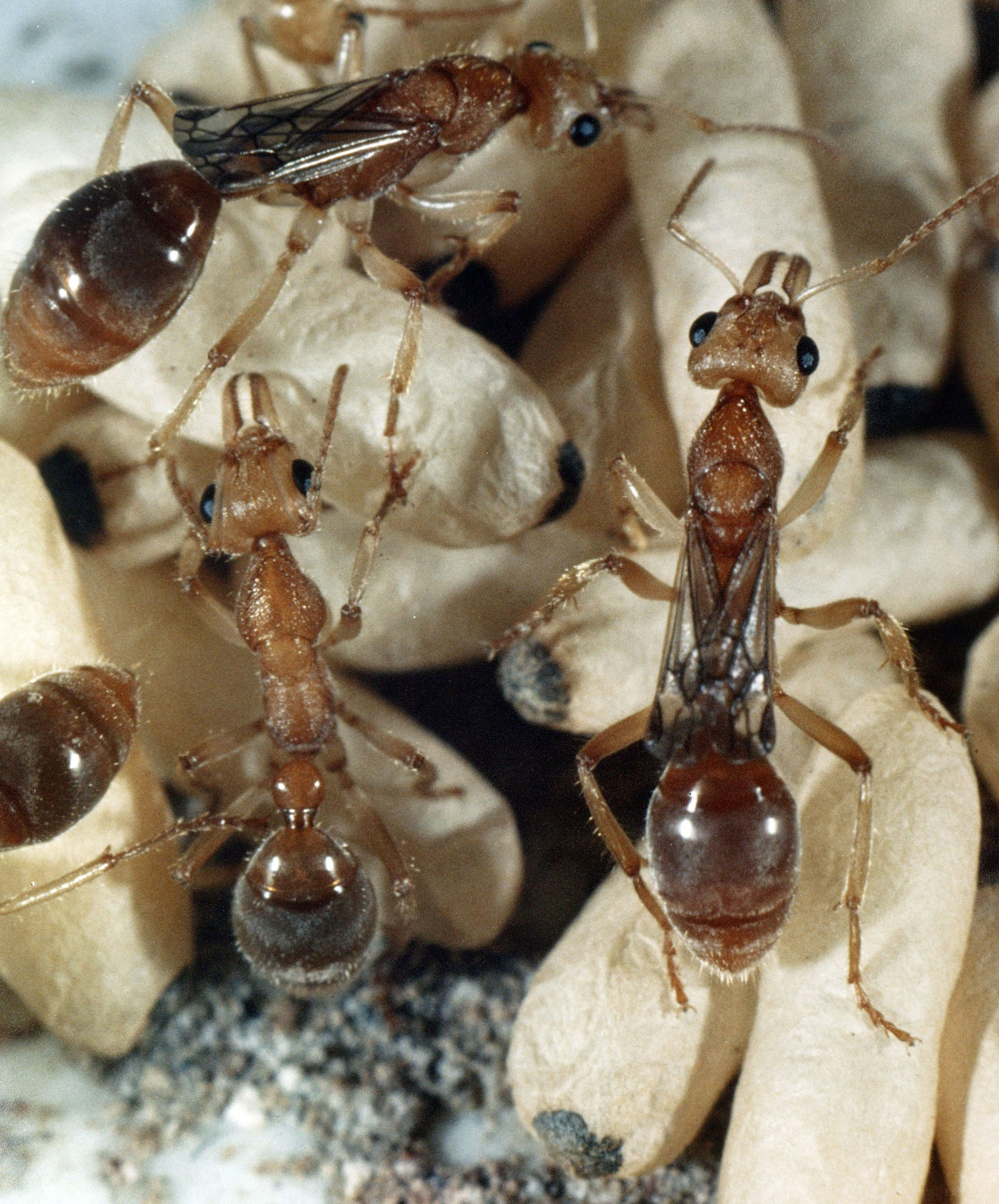
Самки и коконы
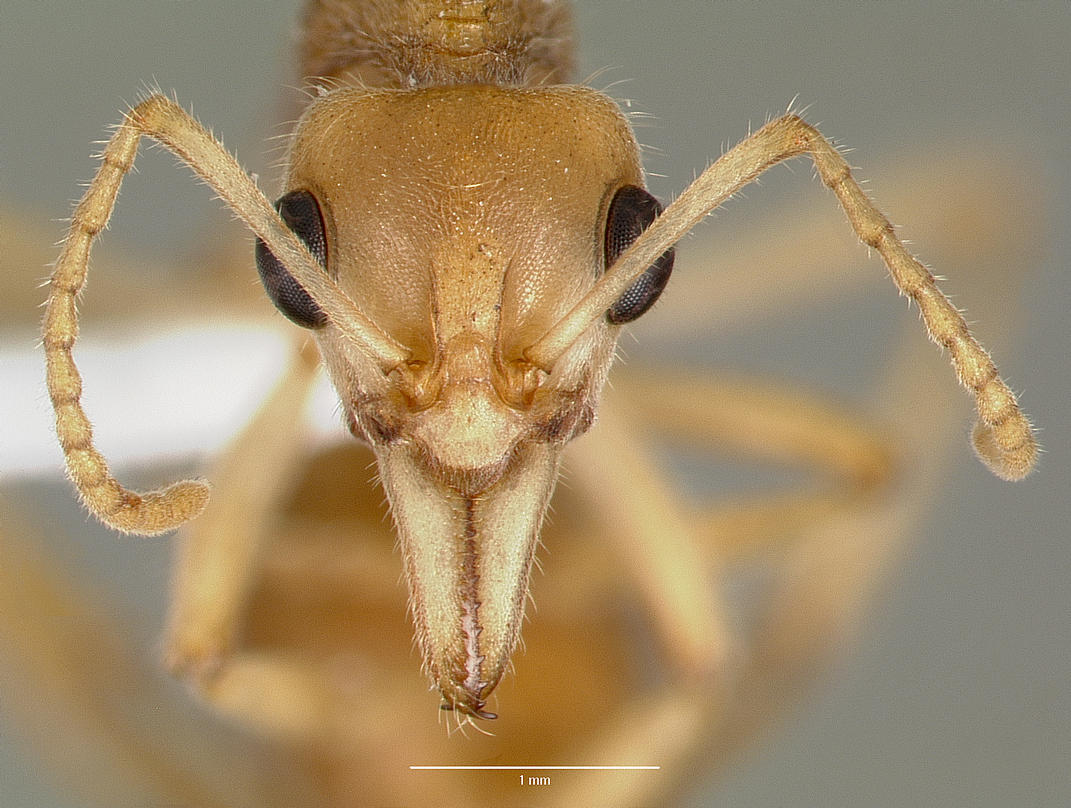
Голова
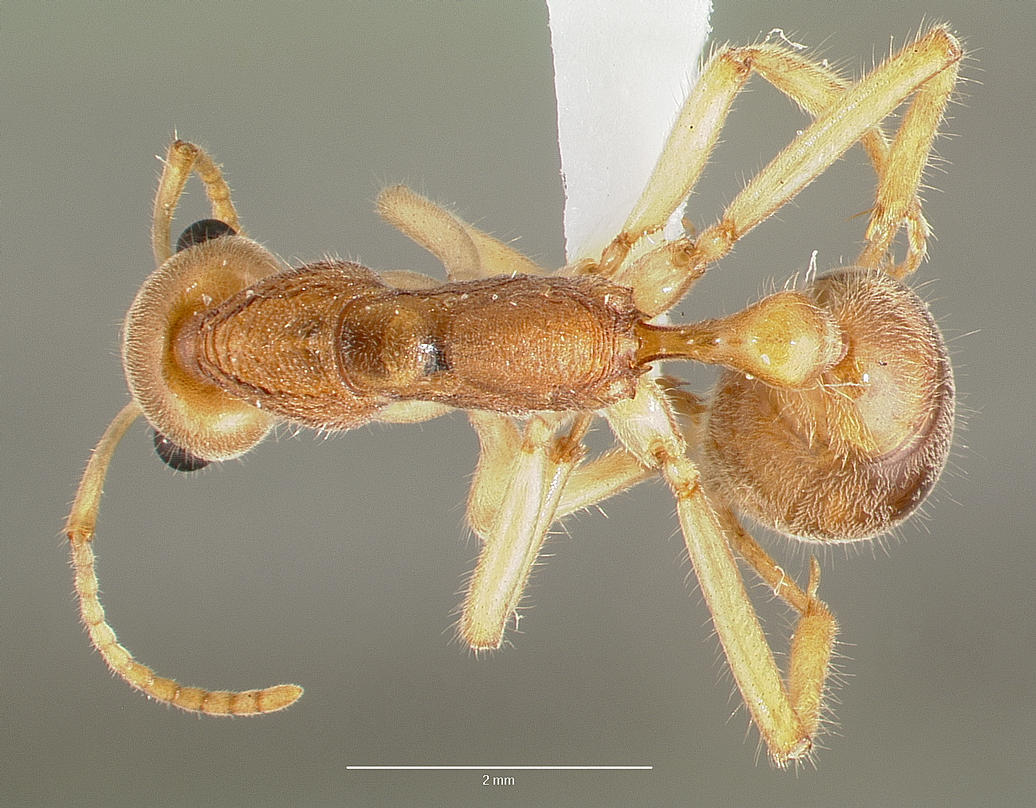
Вид сверху

|  | †Prionomyrmex janzeni   |
|  |                         |
|  | †Prionomyrmex longiceps |
|  |                         |

|  | †Macabeemyrma |
|  |               |
|  | †Avitomyrmex  |
|  |               |
|  | †Ypresiomyrma |
|  |               |
|  | Nothomyrmecia |
|  |               |

|  | †Prionomyrmex janzeni   |
|  |                         |
|  | †Prionomyrmex longiceps |
|  |                         |

|  | †Macabeemyrma |
|  |               |
|  | †Avitomyrmex  |
|  |               |
|  | †Ypresiomyrma |
|  |               |
|  | Nothomyrmecia |
|  |               |

|  | †Prionomyrmex janzeni   |
|  |                         |
|  | †Prionomyrmex longiceps |
|  |                         |

|  | †Macabeemyrma |
|  |               |
|  | †Avitomyrmex  |
|  |               |
|  | †Ypresiomyrma |
|  |               |
|  | Nothomyrmecia |
|  |               |

|  | †Prionomyrmex janzeni   |
|  |                         |
|  | †Prionomyrmex longiceps |
|  |                         |

|  | †Macabeemyrma |
|  |               |
|  | †Avitomyrmex  |
|  |               |
|  | †Ypresiomyrma |
|  |               |
|  | Nothomyrmecia |
|  |               |

- Самки и коконы
- Голова
- Вид сверху

## Распространение и экология

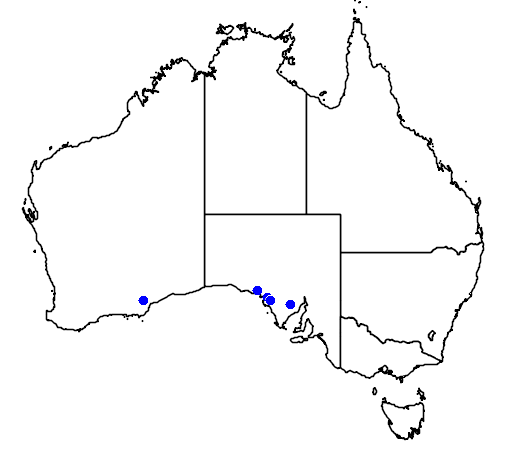
Распространение Nothomyrmecia

Nothomyrmecia встречается в относительно прохладных регионах Южной Австралии в пределах лесных массивов и особенно районов девственного леса, населённых различными видами эвкалиптов (Eucalyptus, семейство миртовые), включая Eucalyptus brachycalyx, E. gracilis и E. oleosa. Вполне возможно, что такие же особенности наблюдаются и в Западной Австралии, где эти муравьи впервые были собраны. Полные и точные данные о распространении Nothomyrmecia никогда не оценивались, и неизвестно, насколько широко он распространён на самом деле. Если он действительно предпочитает старовозрастные эвкалиптовые лесные угодья, тогда Nothomyrmecia может встречаться гораздо шире, чем в настоящее время известно из статейных обзоров и музейных экспонатов. В 1998 году группа энтомологов обнаружила колонии муравьёв Nothomyrmecia, расположенные в 18 районах вдоль полуострова Эйр в предалах линии на расстоянии до 400 км.
Гнёзда находятся в деградированной известняковой почве, в том числе с хвойным деревом рода каллитрис (Callitris, семейство кипарисовые). Строительство колонии происходит только тогда, когда почва влажная. Входные отверстия в гнездо трудно обнаружить, так как они имеют ширину 4—6 мм и расположены под мелким листовым мусором, без насыпей или отложений почвы; муравьи-охранники регулярно видны у входа. Внутри колонии Nothomyrmecia образуется одна галерея диаметром 4—5 мм. Эта галерея круто спускается вглубь земли в направлении к несколько эллиптической и горизонтальной камере, диаметр которой 3—5 см, а высота 5—10 мм. Эта камера обычно от 18 до 43 см ниже поверхности почвы.

## Поведение и экология

### Фуражировка и хищники
Рабочие являются нектароядными, и их можно найти на вершинах эвкалиптовых деревьев, где они ищут пищу и добычу для личинок. Известно, что рабочие потребляют гемолимфу от пойманных ими насекомых, а матка в колонии в неволе наблюдалась, как она поедает муху. Захваченную добычу муравьи отдают личинкам, которые являются плотоядными. Рабочие ищут добычу в кучах листьев, убивая мелких членистоногих, включая мух-дрозофил, микрочешуекрылых и пауков. Предметы добычи обычно имеют размер менее 4 мм, и рабочие хватают их челюстями и передними ногами, а затем убивают своим жалом. Рабочие также питаются сладкими веществами, такими как медвяная роса, выделяемая щитовками и другими полужесткокрылыми; один рабочий может питаться этими источниками в течение 30 минут. Куколки могут быть переданы личинкам на корм, если в колонии не хватает пищи. Рабочие могут откладывать неоплодотворённые яйца специально для кормления личинок; они известны как трофические яйца. Иногда эти яйца поедают взрослые особи, в том числе матка и другие сексуально активные муравьи. Рабочие передают пищу через трофаллаксис другим соплеменникам по гнезду, включая крылатых взрослых особей и личинок; анальные капли выделяются личинками, которые собираются рабочими.
Возрастной кастовый полиэтизм не встречается у Nothomyrmecia, то есть где молодые рабочие выступают в роли нянек и заботятся о выводке, а старшие рабочие выходят наружу и фуражируют. Единственный известный муравей, кроме Nothomyrmecia, который не проявляет полиэтизма возрастных каст, — это Stigmatomma pallipes. Рабочие ведут строго ночной образ жизни и выходят из своих гнёзд только холодными ночами. Они наиболее активны при температуре 5-10 ° C, и их гораздо труднее обнаружить более тёплыми ночами. Рабочие, возможно, наиболее активны, когда холодно, потому что в это время они сталкиваются с меньшим количеством и менее агрессивными конкурентами, включая другие более доминирующие виды дневных муравьёв, которые иногда добывают пищу тёплыми ночами. Низкие температуры также могут препятствовать побегу добычи, что увеличивает успех муравьёв в охоте. Если фуражир не поймал добычу, рабочие остаются на деревьях до конца ночи вплоть до рассвета, возможно, полагаясь на солнечный свет, чтобы добраться до своего гнезда. Нет никаких доказательств того, что они используют химические следы при поиске пищи; вместо этого рабочие полагаются на визуальные подсказки для навигации. Химические маркеры могут играть важную роль в распознавании входов в гнёзда. Эти муравьи — одиночные собиратели. Отходы, такие как мёртвые соплеменники по гнезду, оболочка кокона и остатки пищи, удаляются далеко от гнезда.
Рабочие из разных колоний Nothomyrmecia не враждебны друг другу, поэтому могут вместе кормиться на одном дереве и лишь нападают тогда, если посторонний пытается проникнуть в чужую подземную колонию. Такие муравьи, как Camponotus и Iridomyrmex, могут представлять угрозу для фуражиров или для всей колонии, если они попытаются в неё проникнуть; рабочие-фуражиры, которые сталкиваются с муравьями Iridomyrmex, подвергаются яростным нападениям и погибают. Рабочие Nothomyrmecia противодействуют этому, выделяя феромоны тревоги мандибулярной железой и железой Дюфура. Фуражиры также используют альтернативные методы защиты от хищников. Два известных метода — принять позу, открывая жвалы в угрожающей позе или преднамеренно упасть на землю и остаться неподвижным до тех пор, пока угроза не исчезнет. При этом Nothomyrmecia — робкий и застенчивый вид, который отступает, если его продолжают атаковать.

### Жизненный цикл и размножение

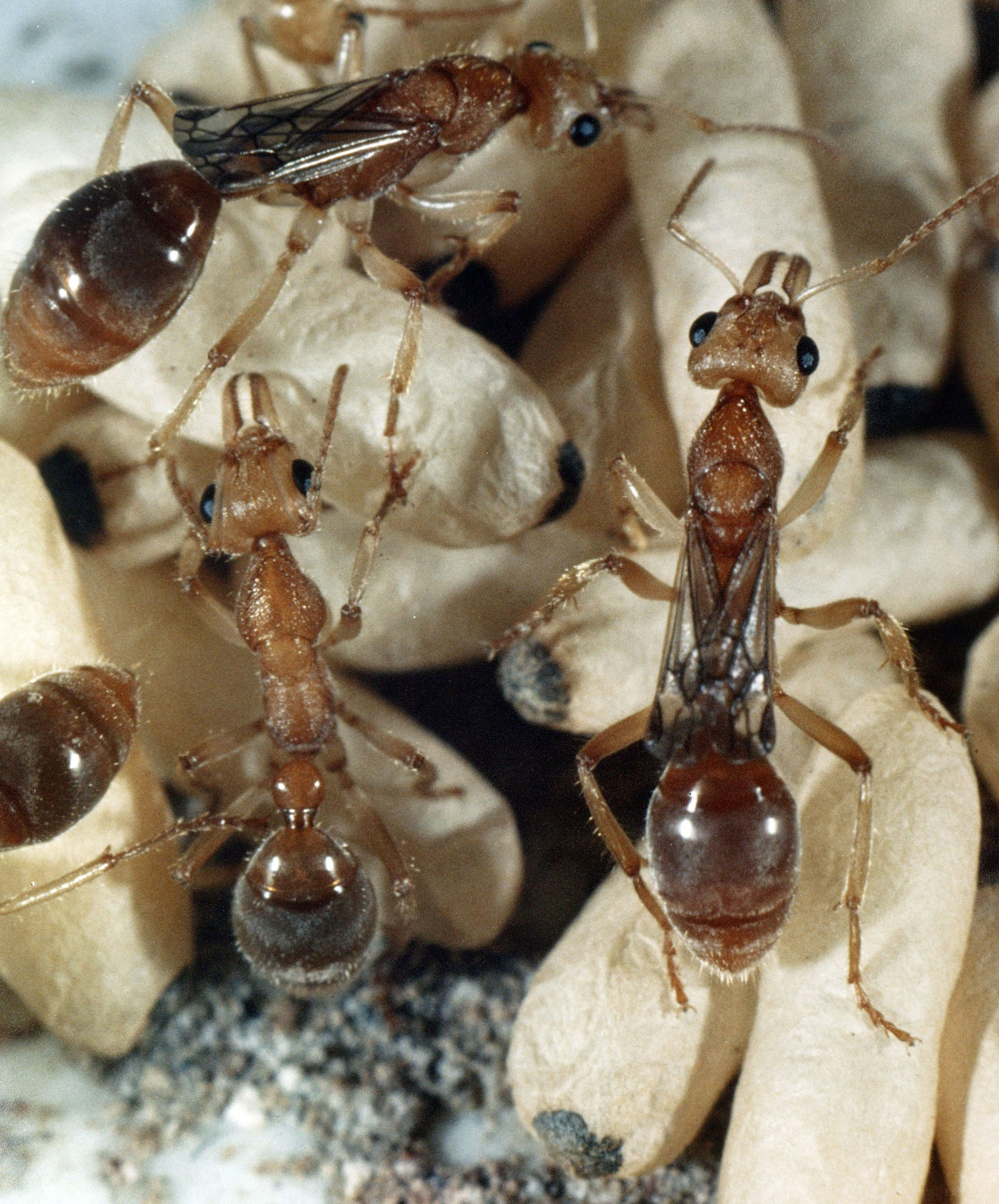
Две королевы с рудиментарными крыльями, а также бескрылый рабочий и несколько коконов.

Брачный полёт (момент, когда девственные матки и самцы появляются для спаривания) у Nothomyrmecia не происходит. Вместо этого они участвуют в расселении на большие расстояния (они уходят от колонии на некоторое расстояние и спариваются), которое предположительно начинается в конце лета или осенью, когда крылатые взрослые особи появляются примерно в марте и апреле, но иногда колония может перезимовать. Эти крылатые взрослые особи, родившиеся примерно в январе, обычно довольно молоды, когда начинают спариваться. Матки видны вокруг растительности, пытаясь взмахнуть своими рудиментарными крыльями — поведение, наблюдаемое у некоторых короткокрылых маток Myrmecia. Из-за брахиптерных крыльев матки вполне вероятно, что крылатые взрослые особи спариваются возле своего родительского гнезда и выделяют половые феромоны или вместо этого забираются на растительность вдали от своих гнёзд и привлекают полностью крылатых самцов. Nothomyrmecia — полиандрический муравей, у которого матки спариваются с одним или несколькими самцами. В одном исследовании 32 колоний было обнаружено, что королевы спариваются в среднем с 1,37 самцами. После спаривания новые колонии могут быть основаны одной или несколькими матками; колония с двумя матками уменьшается до одной королевы, когда гнездо созреет, образуя колонии, которые называются моногинными. Матки будут соревноваться за господство, а подчинённая самка позже изгоняется рабочими, которые вытаскивают её за пределы гнезда. Существующее гнездо без матки может принять королеву-фуражировщика, которая ищет место для своей колонии, а также рабочих. Королевы являются полуклаустральными, а это означает, что во время первоначального создания новой колонии королева будет фуражировать вместе с рабочими муравьями, чтобы обеспечить достаточное количество пищи для выращивания своего выводка. Иногда матка покидает своё гнездо ночью с единственной целью найти для себя пищу или воду.
Яйца в гнёздах не наблюдаются с апреля по сентябрь. Они откладываются к концу декабря. Окукливание происходит не раньше марта. Nothomyrmecia является унивольтинной, что означает, что матка производит одно поколение яиц за сезон, и иногда может потребоваться до 12 месяцев, чтобы яйцо превратилось во взрослую особь. Взрослые особи определяются как молодые или постмолодые: молодые особи слишком молоды (возможно, несколько месяцев), чтобы перезимовать, тогда как постмолодые перезимовали. Куколки в коконах обычно зимуют и начинают вылупляться к тому времени, когда откладывается новое поколение яиц.
Рабочие способны откладывать репродуктивные яйца; неизвестно, развиваются ли они в самцов, самок или в обоих. Эта неопределённость возникает из-за предположения, что, поскольку было показано, что некоторые колонии имеют высокий уровень генетического разнообразия, рабочие муравьи могут быть оплодотворены самцами и действовать как дополнительные репродуктивные самки. Яйца разбросаны по всему муравейнику, а личинки и куколки располагаются группами отдельно друг от друга. Личинки способны ползать по гнезду. Когда личинки готовы плести свои коконы, они набухают, а затем рабочие закапывают их в землю, чтобы образовался кокон. Маленькие неагрессивные рабочие, которые действуют как няньки, помогают «новорожденным» вылупиться из коконов. В зрелом возрасте гнездо может содержать от 50 до 100 взрослых особей.
В некоторых гнёздах австралийского «живого ископаемого» муравья Nothomyrmecia macrops основание колонии может происходить внутри самой колонии: когда матка умирает, колония может быть передана одной из её дочерей (рабочему-гамэргату) или она может принять только что спарившуюся королеву, ограничивая воспроизводство среди рабочих; этот метод основания продлевает жизнь колонии почти до бесконечности. Такой тип основания колонии представляет собой альтернативную репродуктивную стратегию моногинных муравьёв, которая максимизирует приспособленность в условиях родственного отбора. Последовательная замена матки приводит к появлению с течением времени ряда репродуктивных особей (серийная полигиния), что делает колонии «динозавровых» муравьёв потенциально неуязвимыми и практически бессмертными. Хотя N. macrops является «примитивным» во многих других отношениях, наследование колоний, вероятно, является производной специализацией, возникающей в результате экологических ограничений на одиночное основание.

## Охранный статус

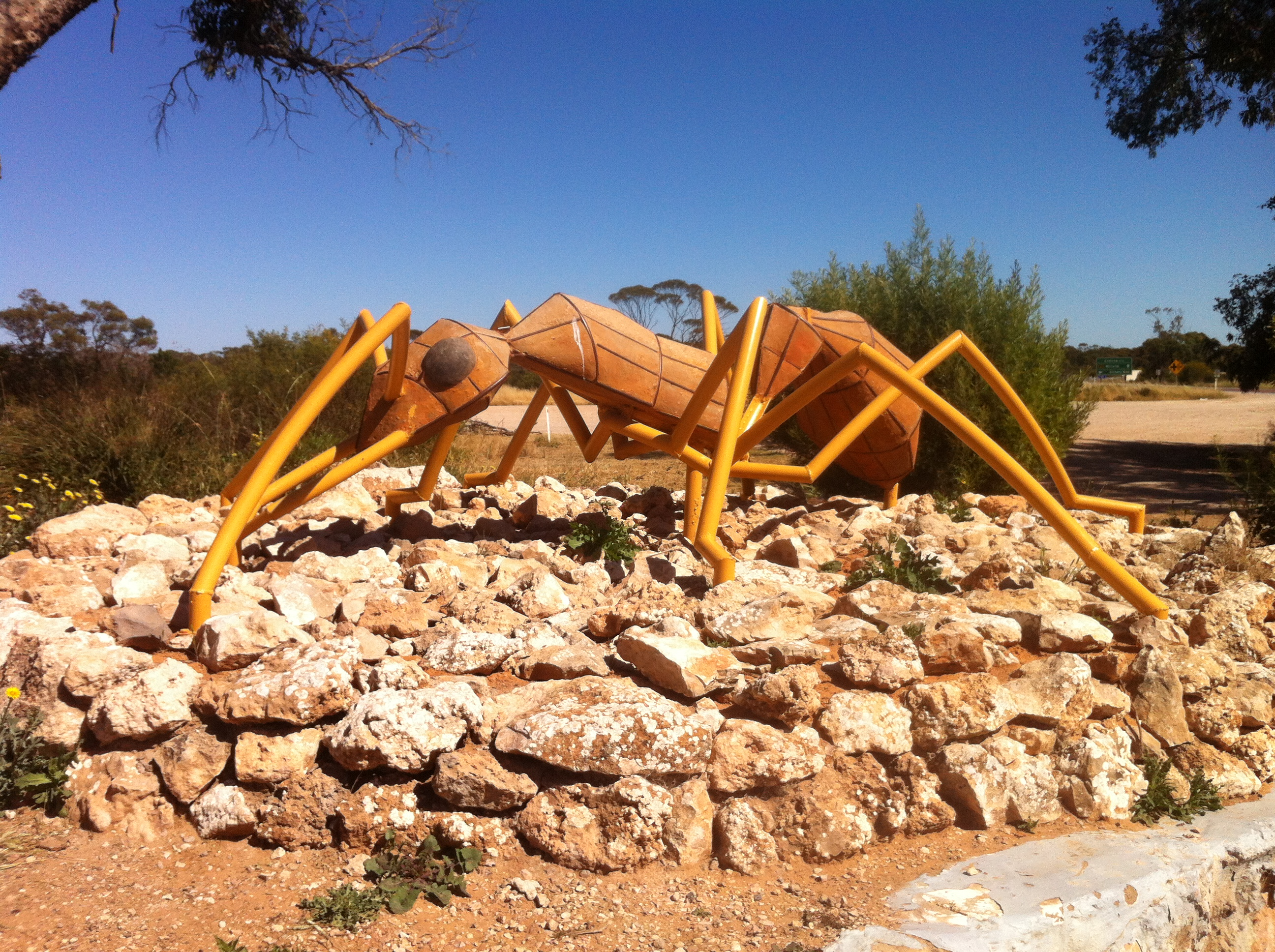
Скульптура муравья Nothomyrmecia, Poochera, Австралия

До его повторного открытия в 1977 году энтомологи опасались, что Nothomyrmecia уже вымер. Муравей был внесён в список охраняемых видов в соответствии с Законом об охране дикой природы Западной Австралии 1950 года (Wildlife Conservation Act 1950).
В 1996 году Международный союз охраны природы внёс нотомирмецию в список находящихся под угрозой исчезновения, заявив, что известно лишь несколько небольших колоний.
Научный комитет по исчезающим видам заявляет, что этот вид не может быть включён в список в соответствии с Законом об охране окружающей среды и сохранении биоразнообразия 1999 года (Environment Protection and Biodiversity Conservation Act 1999). Это связано с тем, что нет достаточных доказательств того, что популяции сокращаются. Колонии естественным образом обеднели (малая численность муравьёв), но их распространение потенциально довольно обширно по всей южной Австралии из-за того, что муравьи предпочитают старовозрастные леса малли.
С учётом того, что известно 18 местонахождений этого вида, и есть вероятность, что будут обнаружены многие другие, предполагается, что немедленная вероятность исчезновения невелика. При этом неизвестно, насколько широко распространён этот вид на самом деле, и учёным ещё не ясно, какие угрозы влияют на него, если таковые имеются.
Предполагаемые антропогенные угрозы, которые могут значительно повлиять на Nothomyrmecia, включают разрушение и фрагментацию среды обитания железнодорожными путями, дорогами и зерновыми полями.
В городе Седуна, к западу от Пучеры, местные популяции муравьёв были почти уничтожены после того, как этот район был снесён бульдозерами и сожжён во время прокладки подземной телефонной линии, хотя в близлежащих районах было больше популяций, чем в разрушенном месте. Колонии могут не пережить расчистку деревьев, так как для навигации они зависят от навесов полога леса над головой. Лесные пожары — ещё одна серьёзная угроза выживанию Nothomyrmecia, потенциально уничтожающая ценные источники пищи, в том числе деревья, на которых они кормятся, и сокращающие население колонии. Эти муравьи, возможно, оправились от предыдущих лесных пожаров, но более крупные и частые пожары могут привести к опустошению популяции. Муравьи Nothomyrmecia могут быть в безопасности от пожаров, если они остаются в своих гнёздах. Изменение климата может быть угрозой для их выживания, поскольку они зависят от низких температур, чтобы фуражировать и собирать пищу. Повышение температуры помешает рабочим добывать пищу, и очень немногие районы подходят для обитания этого вида. Холодные ветры, дующие с Южного океана, позволяют нотомирмециям извлекать выгоду из низких температур, необходимых им для ночного кормления, поэтому повышение температуры моря также может потенциально угрожать ему.